# Церква Святителя Миколая Чудотворця (Осівці)
Церква Святителя Миколая Чудотворця в Осівцях — парафія і храм Бучацького благочиння Тернопільської єпархії Православної церкви України в селі Осівці Чортківського району Тернопільської области.

## Історія церкви
Дерев'яний храм у центрі села, оточений старими липами, був збудований у 1796 році. Навесні 1925 року його розібрали, і на цьому місці розпочали мурувати нову церкву, будівництво якої завершили навесні 1927 року. Під час Другої світової війни перекриття храму було зруйновано, а після війни його накрили і перетворили на зерносховище.
У 1989 році, на храмове свято, відбулося відкриття святині, яку освятив владика Лазар.
Перекриттям храму займалися Петро Мариняк та Василь Канак. Львівський архітектор виготовив іконостас і жертовник. Дерев'яні роботи виконали Йосиф Смертюк та Василь Яцишин, а зварювальні — Петро Кулина. Купол зробив Петро Кафтан.
У будівництві каплички на території храму найбільше долучилися Григорій Шпак, Василь Канак та Йосиф Смертюк.
Художні роботи виконали Богдан Хімій та Михайло Товпига.

## Парохи
- о. С. Кузик (до 1920), УГКЦ
- о. Володислав Гнатів, УГКЦ
- о. Ярослав Ясній.